# 遠端桌面協定
遠端桌面協定（英語：Remote Desktop Protocol）是一個多通道（multi-channel）的協定，讓使用者（用戶端或稱「本地電腦」）連上提供微軟終端機服務的電腦（伺服器端或稱「遠端電腦」）。大部分的Windows都有用戶端軟體。其他作業系統例如Linux、FreeBSD、Mac OS X，也有對應的用戶端軟體。伺服端電腦方面，則聽取送到TCP 3389埠的資料。

## 功能
- 多種顯示支援，包括8，15，16，24，32位元色。
- 128位元加密，使用RC4、3DES或AES加密演算法。（此為內定的加密方式；比較舊版的用戶端可能使用較弱的加密強度）
- 支援TLS（Transport Layer Security，前身為SSL）。
- 聲音轉向（redirection）支援，使用者可以在遠端電腦執行有聲音的應用程式，但是將聲音導引至用戶端電腦來聽。
- 檔案系統轉向支援，使用者可在使用遠端電腦的過程中，取用本地（用戶端）電腦上的檔案系統。
- 印表機轉向支援，在使用遠端電腦時，可以使用本地（用戶端）電腦上的印表機輸出，包括直接連在用戶端電腦的印表機或網路共享印表機。
- 通訊埠轉向支援，遠端電腦上的應用程式可以使用本地（用戶端）電腦上的序列埠或平行埠。
- Windows的剪貼簿資料可以在遠端及本地電腦之間互通。

## 優點
與遠端桌面協定相容的用戶端可在多種作業系統上執行，許多Linux系統上甚至將RDP用戶端功能列為核心功能之一。此外，使用者也不一定要有寬頻網路才能連上他們的遠端電腦桌面，RDP即使在56K撥接網路下，都還可以提供每秒更新五到六個畫面的效果。

## 版本
RDP的設計建構於國際電信聯盟T.share協定（又稱為T.128），發展以來各個版本大致為
- 4.0版：這是第一個版本。隨同終端機服務（Terminal Services）出現在Windows NT 4.0 Server、Terminal Server Edition。
- 5.0版：由Windows 2000 Server引入。加入了許多新功能，包括列印到用戶端印表機，針對網路頻寬使用的改進等等。
- 5.1版：由Windows XP Professional（XP Home不支援伺服端功能）引入。支援24位元顏色顯示及聲音的支援。该版本的客户端可以是Windows 2000，Windows 9x，Windows NT 4.0[1]。
- 5.2版：由Windows Server 2003引入，包括了console mode connections，session directory，以及用戶端資源的取用。Windows CE 5.0及6.0均有這個版本的用戶端部分，但Windows CE沒有作為伺服端的功能。该版本内置于Windows XP Professional x64 Edition和Windows Server 2003中。
- 6.0版：由Windows Vista引入。该版本的客户端可以是Windows XP SP2，Windows Server 2003 SP1/SP2（x64或x86版），Windows XP Professional x64 Edition。包括許多重大改進，最值得注意的是可以從遠端使用單一應用程式，而非整個桌面；以及32位元顏色顯示的支援。
- 6.1版：由Windows Server 2008和Windows Vista SP1引入。该版本的客户端可以是Windows XP SP3。Windows XP SP2须安裝KB952155[2]。
- 7.0版：由Windows Server 2008 R2或Windows 7引入[3]。该版本的客户端可以是Windows XP SP3、Windows Vista SP1/SP2，但须安装KB969084[4]。该版本的客户端不支持Windows Server 2003 x86和Windows Server 2003 / Windows XP Professional x64 editions。
- 7.1版：必須要有Windows 7 SP1或Windows Server 2008 R2 SP1，主要增加了RemoteFX的功能。
- 8.0版：由Windows 8或者Windows Server 2012引入。Windows 7 SP1和Windows Server 2008 R2 SP1要支持该协议须先安装KB2574819[5]，再安装KB2592687。
- 8.1版：由Windows 8.1和Windows Server 2012 R2引入。Windows 7 SP1和Windows Server 2008 R2 SP1要支持该协议须先安装KB2574819、KB2857650[6]，再安装KB2830477。之后最好再安装KB2913751。
- 10.0版本：由Windows 10引入。增加了H.264/AVC視訊壓縮。

## RDP 6.0的新功能
- 遠端應用程式：用戶端電腦上特定檔案格式的相關應用程式可以在遠端電腦上。
- 無縫隙視窗：在用戶端電腦上可以直接執行在遠端電腦上的應用程式。（不用先連上整個遠端電腦的桌面）
- 終端伺服器閘道器：可以使用front-end IIS server，經由https，來連接back-end Terminal Services servers。
- 支援遠端Windows Aero畫面
- 支援遠端的Windows Presentation Foundation應用程式：相容的用戶端如果支援.NET Framework 3.0就能在本地電腦上顯示完整的Windows Presentation Foundation效果。
- 經過重新設計，可以使用更多樣的設備。
- 經由WMI（Windows Management Instrumentation），所有終端服務都可以configure，都可scriptable。
- 針對用戶端做頻寬調整。
- 支援32位元顯示。
- 支援雙顯示器，包括寬螢幕顯示。
- 支援IPv6协议，可以工作在纯IPv6的TCP/IP网络环境中。

## 第三方用戶端

### 电脑客户端
- GNOME Boxes
- Remmina （页面存档备份，存于）
- mRemote （页面存档备份，存于）
- MultiDesk （页面存档备份，存于）

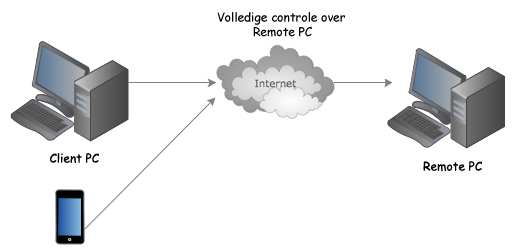
此為遠端桌面協定之示意圖

- Remote Desktop Organizer （页面存档备份，存于）
- Terminals （页面存档备份，存于）
- Remote Desktop Manager （页面存档备份，存于）

### 移动(手机/Pad)客户端
- Jump Desktop （页面存档备份，存于）
- Remote Desktop Manager （页面存档备份，存于）

## 外部連結
- Technical Overview of Terminal Services - a more detailed feature list.
- Remote Desktop Protocol - from Microsoft's Developer Network
- Understanding the Remote Desktop Protocol （页面存档备份，存于） - from support.microsoft.com
- RDP 6 for Windows XP and Windows Server 2003 （页面存档备份，存于）
- Remote Desktop Connection 7.0用戶端 （页面存档备份，存于）（Windows XP SP3、Windows Vista SP1/SP2適用）
- Remote Desktop Connection （页面存档备份，存于） -  for Mac OS X
- Microsoft Remote Desktop （页面存档备份，存于） -  for Android